# 티모시 패럴

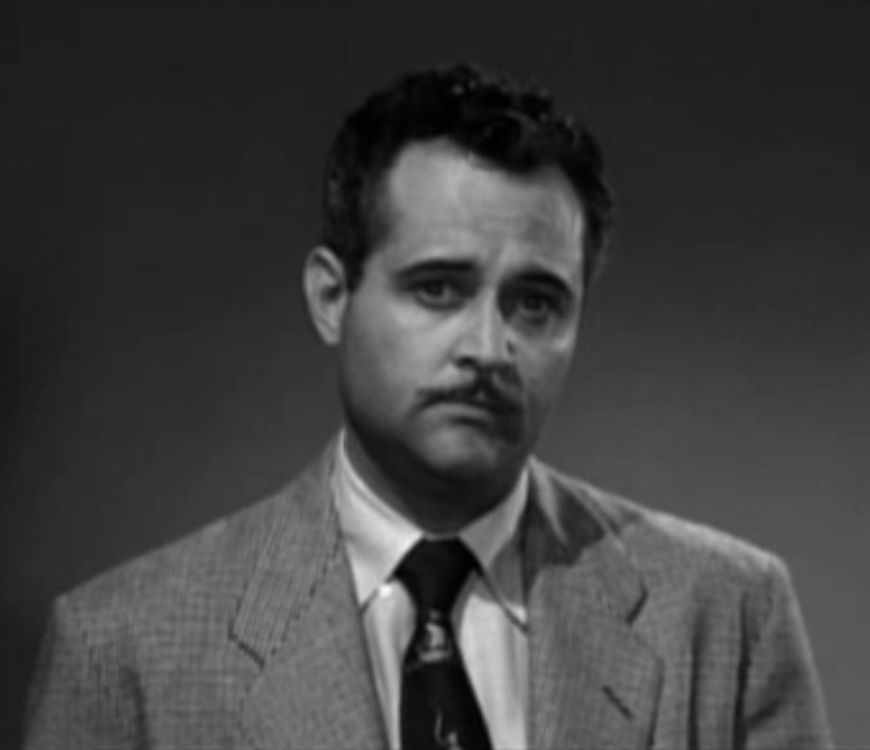

티모시 패럴(Timothy Farrell, 1922년 6월 26일 ~ 1989년 5월 9일)은 미국의 배우이다.
로스앤젤레스에서 태어났으며 샌타모니카에서 사망하였다. 할리우드 포에버 공동묘지에 매장되었다.

## 영화
- 제일 베잇 (1954년) - 빅 브래디 역
- 스타 탄생 (1954년)
- 글렌 혹은 글렌다 (1953년)